# Steropleurus ientilei
Steropleurus ientilei är en insektsart som beskrevs av Fontana och Massa 2008. Steropleurus ientilei ingår i släktet Steropleurus och familjen vårtbitare. Inga underarter finns listade i Catalogue of Life.